# ジャスティン・ウィットロック・ダート・シニア
ジャスティン・ウィットロック・ダート・シニア（Justin Whitlock Dart Sr.　1907年8月17日-1984年1月26日）はアメリカ合衆国の実業家。薬局業界の俊英として知られる。ロナルド・レーガンと親交があり、レーガン大統領政権下では非公式の政治顧問団にも所属した。

## 生涯
1907年8月17日イリノイ州エバンストンに生まれる。ペンシルベニアのマーサーズバーグアカデミーで予備校時代を過ごす。ノースウェスタン大学でフットボールを始め、二度オール・ビッグ・テン・カンファレンスのメンバーに選ばれた。
大学卒業後、1929年にルース・ウォルグリーンと結婚。義理の父にあたるチャールズ・ウォルグリーンが所有するウォルグリーン薬局チェーンの経営に携わる。ウォルグリーン社に勤めていた時に、薬局において調剤窓口を導入した。そうすることで客の医療に対する関心のプライバシーを守り、購入可能な他の薬を諦めさせる効果があった。
1939年ルース・ウォルグリーンと離婚し、まもなくウォルグリーン社を辞める。
1940年に元映画女優であるジェーン・ブライアンと結婚。レーガンとの共演経験をもつジェーンを通じてレーガンに出会う。
1943年、ボストンを拠点とするユナイテッド・ドラッグ組合を導く立場となる。組合はリゲット、オウル、ソンタ、レキソールの商標名で運営された。まもなくダートはレキソールの名の下で新たに店を開く。数年のうちにダートはエイボン・プロダクツ、ウェストベンドハウスウェア、デュラセル、ラルフウィルソンプラスチック、アーチャーグラス、ホバート社などの株を所有するようになった。それらは総称してダート社と呼ばれた。
1978年、ダートは自身の持ち株をレキソールに売却した。それからほどなくダートは「仕事を終える時、生も終えたい」と言葉を残したと知られる。
1980年、ダートはダート社をクラフトフーズに売却。ダート社は徐々にクラフトフーズに合併された。

## ロナルド・レーガンとの関係
1940年にダートは元映画女優であるジェーン・ブライアンと結婚。レーガンとの共演経験をもつジェーンを通じてレーガンに出会う。
1976年レーガンが共和党の大統領候補になれなかった際、フォードの副大統領となることを勧めるなど、ダートは彼の相談役でもあった。
1981年レーガンが大統領に就任したのち、ダートは非正規顧問団に所属した。同年ダートはレーガンの税・予算削減案を成立させるため、ロビイストとして90の街を回り、6週間で80万ドルを集めた。
1982年にはレーガンによってコムサット（通信衛星の国策会社）の理事に任命された。ダートは生涯を通じてレーガンの友人であり支持者であった。

## 死去
1984年うっ血性心不全で死去。享年76歳

## 受賞歴
1987年大統領自由勲章を授与された。

## 家族構成
ダートは一人目の妻ルース・ウォルグリーンとの間に二人の子をもうける。
二人目の妻で元女優であるジェーン・ブライアンと1939年12月31日に結婚した。1984年のダートの死まで連れ添う。二人には3人の子供がいた。
一度目の結婚で生まれた子の一人がジャスティン・ダート・ジュニアである。ダート・ジュニアは障害を持つ人の権利を求め戦った活動家であり、1989年にブッシュ・シニアより障害者雇用委員会に任命された。また1990年の障害を持つアメリカ人法（ADA）の成立にも尽力した。2002年ポリオによる合併症が原因で死去。